# Пасічник Степан Володимирович
Степан Володимирович Пасічник — український театральний режисер, актор, заслужений діяч мистецтв України.

## Життєпис
Народився 1965 року в місті Харкові.
1985-го закінчив акторський факультет Харківського Інституту Мистецтв ім. Івана Котляревського. Був запрошений до Харківського академічного драматичного театру ім. Тараса Шевченка, де працює й по сьогоднішній день.
1999 року створив та очолив Харківський театр-лабораторію «Р.S.» (з 2005-го  — Харківський Театр «P.S.»), який очолює понині. Того ж року закінчив режисерський факультет в Харківському інституті мистецтв ім. Івана Котляревського (майстерня нар. артиста України Олександра Барсегяна).
Від 2001-го — режисер Харківського театру ім. Тараса Шевченка.
З 1 травня 2006 — головний режисер Харківського театру ім. Тараса Шевченка. З 2006 до 2009 року — його художній керівник.
У 1991, 1993 та 2001 роках брав участь в україно-американських проектах.
З 2002 викладає майстерність актора в Харківському університеті мистецтв ім. Івана Котляревського (доцент).

## Акторські роботи в театрі
Харківський академічний український драматичний театр імені Тараса Шевченка
- 1987 — «Дорога Олена Сергіївна» Л. Розумовська — Володя
- 1987 — «Великий чарівник» В. Губарєв — Одноокий
- 1988 — «Хрещений батько» М. П'юзо — Майкл Карлєоне
- 1989 — «Мина Мазайло» М. Куліш — Тертика
- 1989 — «Гріх» В. Винниченко — Пристав
- 1989 — «Залізна завіса» В. Котенко — Вертухай
- 1989 — «Оперета» В. Гамбрович — Барон Фірулет
- 1989 — «Викрадення Джонні Дорсета» О'Генрі — Білл
- 1990 — «Темна кімната» Л. Петрушевська — Охоронець
- 1990 — «Хміль любові — водевіль» Лабіш, Лєнський, Кв.-Основ'яненко — Омелько
- 1991 — «Бояриня» Леся Українка — Степан
- 1991 — «Челядь» Анрі де Мантон — Емануель
- 1991 — «Таємниця» В. Винниченко — Олекса Довгаль
- 1991 — «Король Лір» В. Шекспір — Герцог Бургундський
- 1992 — «Антігона» Жан Ануй — Стражник
- 1992 — «Лярго де солято» Вацлав Гавел — Ольга
- 1993 — «Горбань» Слав. Мрожек — Горбань
- 1993 — «Геда Габлєр» Г. Ібсен — Тесман
- 1994 — «За двома зайцями» М. Старицький — Прокіп Свиридович Сірко
- 1994 — «Гроші» І. Карпенко-Карий — Гершко Маюфес, Клим
- 1995 — «Сни Крістіана» Г. Х. Андерсен — Оллє Лукойє, Дух Марнотратника Життя, Невідомий
- 1997 — «Дорогоцінна Памелла» Джон Патрік — Людина театру, Лікар
- 1997 — «Бада-Бада» І.та Л.Тюхтяєви — Бада
- 1999 — «Вишневий сад» А. П. Чехов — Лопахін
- 2000 — «Хто винен?» І. Карпенко-Карий — Степан
- 2003 — «Кирпатий Мефістофель» В. Винниченко; реж. Степан Пасічник — Яків Михайлюк (Кирпатий Мефістофель)
- 2003 — «Театр — чарівна казка» Степана Пасічника, О. Качана за мотивами народних казок; реж. Степан Пасічник — Король
- 2007 — «Санта-Клаус — то падлюка» Жан Баласко — Рхадам Прескович
- 2007 — «Woyzeck» Бюхнер — Капітан

Харківський театр «Р.S.»
- 2000 — «Таня-Таня» Оля Мухіна — Іванов
- 2001 — «Шляхи рівняйте Духові Його» Леся Українка — Пророк Самарійський («На руїнах»), Патрицій («В катакомбах»), Зет («Орфеєве чудо»)
- 2005 — «Цвинтар запилених сонць» Л. Горевич — Солдат
- 2006 — «Коли мине п'ять років» Ф.-Г. Лорка — Старий
- 2006 — «Повернення Амількара» Ів Жаміак — Машу
- 2007 — «4 середньоВІЧНІ ФАРСИ» Невідомі середньовічні автори — Мартен («Троє волоцюг біля розп'яття»), Дворянин («Дворянин і Ноде»), Коллар («Жінки, які вирішили переплавити своїх чоловіків»), Чоловік («Одружений коханець»)
- 2008 — «Весна, яка схожа на осінь» Остап Гринів — Чоловік
- 2008 — «Він, вона і тому подібне» Антон Чехов — Смірнов, Чубуков
- 2009 — «Сойчине крило» Іван Франко — Хома

## Режисерські роботи в театрі
Донецький державний музично-драматичний театр ім. Артема
- 1997 — неісторична трагедія «Калігула» Альбер Камю

Харківський академічний український драматичний театр імені Тараса Шевченка
- 1991 — «Таємниця» Степана Пасічника за оповіданнями Володимира Винниченка
- 1993 — «Маклена Граса» Микола Куліш
- 1998 — «Хто п'є шампанське?» за п'єсою «Бульварний роман» Юліу Едліс
- 2002 — «Адвокат Мартіан» Леся Українка
- 2003 — «Кирпатий Мефістофель» В. Винниченко
- 2003 — «Театр — чарівна казка» Степана Пасічника, О. Качана за мотивами народних казок
- 2005 — «Негода» Август Стріндберг
- 2006 — «Віолончель» Є. Шинкаренко
- 2007 — «Санта Клаус — то падлюка» Е. Баласко
- 2008 — «Л. Ю. Ч. Е.» за п'єсою «Мерехтлива Люче» Лаура Сінтія Черняускайте

Харківський театр «Р.S.»
- 1999 — «Повернення Амількара» за п'єсою «Мсьє Амількар, або Людина, яка платить» Ів Жаміак
- 2000 — «Таня-Таня» Оля Мухіна
- 2001 — «Шляхи рівняйте Духові його» театральний триптих за драматичними поемами «На руїнах», «В катакомбах», «Орфеєве чудо» Леся Українка
- 2003 — «П'ятий поверх» за творами Олени Теліги
- 2004 — «Бойня» Славомир Мрожек
- 2005 — «Пригода ведмедиків Панда» Матей Вішнєк
- 2006 — «Монологи. Вечір Слова» за творами Леся Українка
- 2006 — «Ну, нарешті» Петер Турріні
- 2008 — «Весна, яка схожа на осінь» Остап Гринів
- 2008 — «4 середньоВІЧНІ ФАРСИ»
- 2009 — «Сойчине крило» Іван Франко

Харківський державний університет мистецтв імені Івана Котляревського
- 1997 — «Гей, хоча б хтось!!!» Вільям Сароян
- 1998 — «Автобус» («Рейс») Станіслав Стратієв
- 2005 — «Король помирає» Ежен Іонеско
- 2005 — «Перед весіллям», «Батько сімейства» А. П. Чехов
- 2006 — «Дикунка» Жан Ануй
- 2006 — «Альбом» Ван Гог, Поль Елюар
- 2008 — «Какафонія» Макс Фрейн
- 2010 — «Оркестр» Жан Ануй
- 2011 — «Каліка з острова Інішмаан» Мартіна Мак-Дони
- 2012 — «Самогубець» Миколи Ердмана

## Відзнаки
- 1998 — Фестиваль «Театральний Донбас-4» (м. Маріуполь) —  ІІІ-тя премія за режисуру (вистава «Калігула» за п'єсою А. Камю, Донецький державний музично-драматичний театр ім. Артема)
- 2002 — Творча премія ім. Мар'яна Крушельницького Харківської Міської ради (м. Харків) — за виставу «Адвокат Мартіан» за п'єсою Л. Українки
- 2004 — Фестиваль «Театрон» (м. Харків) — премії за найкращу режисуру, найкращу чоловічу роль другого плану, «тембр фесту» за найцікавіший звукоряд — за виставу «Бойня» за п'єсою Сл. Мрожека
- 2004 — Фестиваль «Добрий Театр» (м. Енергодар) — премія за сміливість у пошуку освоєння драматургії Сл. Мрожека — за виставу «Бойня» за п'єсою Сл. Мрожека
- 2006 — Фестиваль «Театрон» (м. Харків) — премії за найкращу виставу, за найкращу режисуру, премія альтернативного журі за найкращу виставу фестивалю — за виставу «Пригода ведмедиків панда» за п'єсою М. Вішнєка
- 2006 — Премія Національної Спілки Театральних Діячів України ім. Володимира Блавацького (м. Київ)
- 2008 — Регіональний рейтинг «Людина року 2007» (м. Харків) — перемога за виставу «Санта Клаус» (п'єса Ж. Баласко, М-А. Шазель, К. Клав'є, Ж. Жюньо, Т. Лєрмітт, Б. Мойно)

## Статті
- «Степан Пасічник: „Чекаємо нових аншлагів“», В'ячеслав Романовський, «СЛОБІДСЬКИЙ КРАЙ», 19.09. 2009 p.
- «В театр начинает ходить молодежь», Л.Ильич, «Вечерний Харьков», 03.06.2008 р.
- «Степан Пасічник: Експерименти без мети не потрібні…». Т.Терен, «Україна молода», 9.01.2005 р.
- Черный и белый Мефистофели Степана Пасечника. // Юлия Коваленко, «Харьковские известия», 30.01.2015 р.
- «Музи не мовчать. Муза – ще одна гармата», – режисер Харківського театру ім. Шевченка Степан Пасічник Ксенія Чешко для «MediaPort», 10 січня 2024
- Інтерв'ю в рубриці «Театральні розмови „Театральної риболовлі“», лютий 2024: Частина 1, Частина 2, Частина 3